# Castillo de Zvolen
El Castillo de Zvolen (en eslovaco: Zvolenský zámok o incorrectamente Zvolenský hrad; en húngaro: Zólyomi var) es un castillo medieval situado en una colina a orillas del centro de Zvolen, en Eslovaquia.
La situación original del edificio en la región estaba sobre la confluencia de los ríos Slatina y Hron donde sobre un escarpado acantilado se encontraba un castillo del siglo XII, conocido desde el siglo XIX como Pustý hrad («castillo abandonado»). Su difícil acceso tuvo como consecuencia el traslado de lugar a una nueva construcción ordenada por Luis I el Grande del castillo de Zvolen, como una residencia de caza de los reyes húngaros. La futura reina regente María I de Hungría y el emperador Segismundo de Luxemburgo celebraron su boda allá en el año 1385.
La arquitectura gótica del castillo fue construida entre 1360 y 1382 y se inspiró en los castillos italianos del siglo XIV. Los obreros italianos también contribuyeron a una reconstrucción renacentista en 1548. La última reconstrucción más grande sucedió en 1784, cuando la capilla fue realizada en arquitectura barroca.
El Castillo aloja una sección regional de la Galería Nacional Eslovaca con una exposición de antiguos maestros europeos, incluyendo obras de Peter Paul Rubens, Paolo Veronese y William Hogarth. También hay una casa de té popular ubicada en el castillo.

## Historia
Fue construido por Luis I de Hungría, como un castillo de caza gótico. Su estructura se terminó en 1382, cuando fue testigo del compromiso de su hija María y del emperador Segismundo. El castillo fue uno de los feudos de 1440 a 1462 de Jan Jiskra, uno de los comandante más poderoso en Hungría. Fue visitado a menudo por el rey Matías Corvino con su esposa Beatriz de Aragón, quien utilizó este castillo como residencia a partir de 1490.
Alrededor de 1500 se construyó la fortificación externa con cuatro bastiones redondos y la puerta de entrada. A mitad del siglo siglo XVI fue construida otra planta con troneras y torres miradores de esquina. En 1590 fue construido un bastión de artillería.
El castillo fue reconstruido muchas veces, pero conserva su aspecto renacentista. El castillo fue nominado como monumento nacional de la cultura por sus valores históricos, arte y arquitectura, y fue reconstruido en la década de 1960. La Galería Nacional Eslovaca tiene una sede en este castillo, donde presenta sus exposiciones.

## Presente
Cada año, en el castillo de Zvolen se representan obras que atraen a gran cantidad de visitantes, se puede ver teatro y actores nacionales así como de otros países. El castillo ofrece ofrece salas útiles para la organización de conciertos, recepciones o de otros eventos.

## Enoaces externos
- Esta obra contiene una traducción total derivada de «Castell de Zvolen» de Wikipedia en catalán, concretamente de esta versión, publicada por sus editores bajo la Licencia de documentación libre de GNU y la Licencia Creative Commons Atribución-CompartirIgual 4.0 Internacional.

- Datos: Q1315015
- Multimedia: Zvolen Castle / Q1315015